# Bitka za Antiohijo (1098)
Bitka za Antiohijo je potekala 28. junija 1098, 4 dni po padcu Antiohije. S to zmago se je vzpostavilo krščansko mostišče za nadaljnje križarske vojne.